# Nakamotoara
× Nakamotoara, (abreviado Nak) en el comercio, es un híbrido intergenérico entre los géneros de orquídeas Ascocentrum × Neofinetia × Vanda. Fue publicado en Orchid Rev. 72(854) noh: 3 (1964).